# Pedro Agüero
Pedro Agüero fue un artista plástico paraguayo. Nació en San Juan Bautista de las Misiones, República del Paraguay, en 1958. Pertenece a una importante generación de las artes visuales contemporánea de este país, que irrumpe con fuerza en el último cuarto del siglo XX con un lenguaje directo, desenfadado y ríspido.

## Primeros pasos
Realizó estudios de dibujo y pintura en Encarnación, arquitectura en Porto Alegre (Brasil) y dibujo en la École des Arts Décoratifs de París (1986-1988). Asimismo, tomó un curso de pintura en la École des Beaux-Arts - Taller Antonio Seguí de París (1987-1988) y de monocopia con Dolores Ayersa en el Taller de Artes Visuales en Asunción.

## Trayectoria
Desde 1983, Pedro Agüero participó en numerosas exposiciones colectivas e individuales.
Se puede citar entre sus más importantes muestras colectivas:
| Año  | Trayectoria                                                                                  |
| ---- | -------------------------------------------------------------------------------------------- |
| 1987 | Exposición en la galería Arte Sanos de Asunción “Interiores”.                                |
| 1988 | Espacio latinoamericano en París.                                                            |
| 1988 | Galería Miró de Asunción.                                                                    |
| 1988 | “Obrabierta 88”                                                                              |
| 1989 | “Acto de libertad”.                                                                          |
| 1989 | “La cita”.                                                                                   |
| 1989 | “la vida de las naturalezas muertas”.                                                        |
| 1989 | “Obrabierta 89”                                                                              |
| 1989 | Centro de Artes Visuales de Asunción.                                                        |
| 1989 | “2a. Bienal Internacional de Pintura de Cuenca” (Ecuador).                                   |
| 1989 | “Dos momentos de la Pintura Paraguaya Contemporánea” en la Galería Prax’s de (Buenos Aires). |
| 1990 | “Pintores paraguayos en la Bienal de Cuenca” en la Galería Fábrica de Asunción               |
| 1990 | “Seis pintores” en la Galería del Banco Unión de San Bernardino.                             |

Entre sus muestras individuales destacan:
| Año  | Trayectoria                                     |
| ---- | ----------------------------------------------- |
| 1985 | Galería Arte Sanos.                             |
| 1986 | “Otros laberintos” en Arte Sanos.               |
| 1988 | Centro Cultural Latinoamericano de París.       |
| 1986 | “Fragmentos” en Arte Sanos                      |
| 1989 | Galería del Banco Exterior S.A. de Encarnación. |
| 1989 | “De Gauguin” en la Galería Fábrica.             |

## Distinciones
Pedro Agüero obtuvo numerosos premios, entre otros el “Benson & Hedges” para la categoría no profesional, en Asunción (1983); el “Gabriel Casaccia” en Areguá (1985) y el “Ahorros Paraguayos” de Dibujo y Pintura en Asunción (1988).

## Últimos años
Este artista plástico tuvo una muerte temprana; Falleció en Asunción el 2 de julio de 1993.
Su obra forma parte de numerosas colecciones privadas y puede verse en el Museo del Barro de Paraguay.

## Un premio en su nombre
En los años 90 fue creado el premio Pedro Agüero. El objetivo de este galardón es destacar trabajos de artes visuales contemporáneas en Paraguay. Algunos de los artistas premiados con este prestigioso reconocimiento son Claudia Casarino, Carlo Spatuzza, Enrique Espínola y Félix Toranzos.